# Coup d'État de Malet
La tentative de coup d'État de Malet (habituellement  appelée "conjuration de Malet" ) fut dirigée contre l'empereur Napoléon Ier le 23 octobre 1812. Profitant de l'absence de l'Empereur, alors occupé par la campagne de Russie, le général Malet tente un coup d'État. Ce dernier échoua et les principaux conspirateurs furent exécutés.

## Contexte

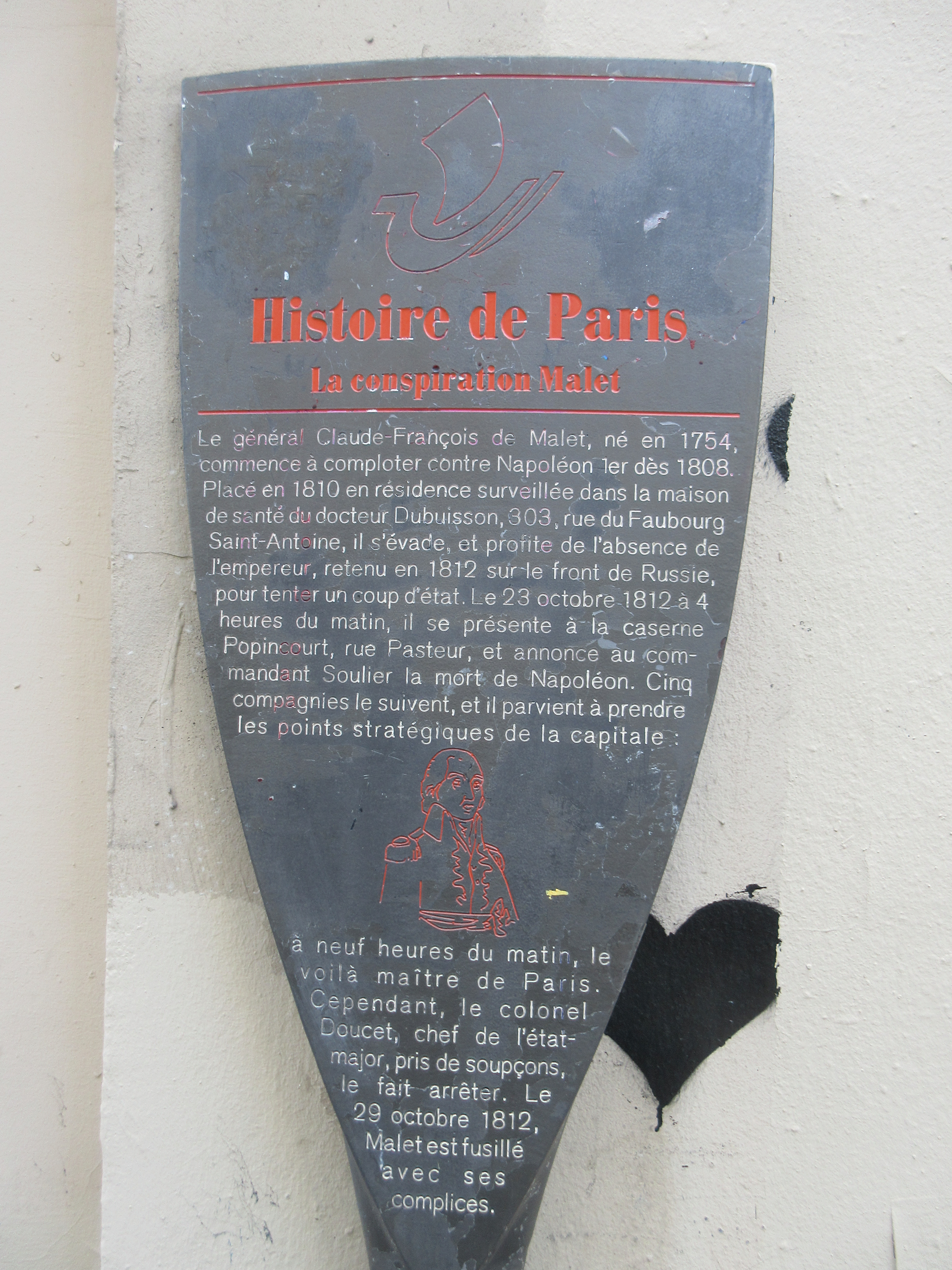
Panneau Histoire de Paris « Conspiration de Malet »

Le général Malet, alors interné pour conspiration depuis quatre ans, conçoit son plan de coup d’État. Il prépare les décrets à faire prendre au Sénat. En vertu de ces décrets, le gouvernement impérial est aboli ; un gouvernement provisoire le remplace. Le général Malet, chargé du commandement militaire de Paris, se charge des mesures d'exécution.
Ce gouvernement provisoire est composé de Mathieu de Montmorency, d'Alexis de Noailles, du général Moreau, vice-président, de Carnot, président, du maréchal Augereau, de Jean Adrien Bigonnet, ex-législateur, du comte Frochot, préfet de la Seine, de Florent-Guiot, ex-législateur, de Destutt de Tracy, de Malet lui-même, du vice-amiral Truguet, de Volney, sénateur, et de Garat, sénateur.
Malet prépare des instructions pour tous les hommes qui doivent être ses complices sans le savoir. Ce travail préparatoire est immense, puisqu'il faut remettre à chaque acteur un peu important, outre ses instructions particulières, des copies de sénatus-consulte et des proclamations. Dès qu'un rôle est complètement préparé, la dépêche est close, cachetée, numérotée et portée chez un prêtre espagnol qui demeure rue Saint-Gilles, près de la caserne de la 10e légion.

## Déroulement des événements
Malet réussit à s'évader le 23 octobre 1812 vers trois heures du matin. Revêtu de son uniforme de général de brigade, il se rend à la caserne de Popincourt de la garde municipale (dissoute par la suite, elle formera le 134e régiment d’infanterie de ligne), où réside la 10e cohorte de la Garde nationale. Malet présente à son commandant, le colonel Soulier, un faux sénatus-consulte annonçant la mort de Napoléon en Russie, très exactement le 7 octobre. Le temps de réunir quelques soldats, Malet se rend à la prison de La Force et ordonne la libération des généraux Lahorie et Guidal.
Ces derniers, ignorant que Napoléon est toujours vivant, saisissent l'opportunité d'être libérés et rejoignent Malet dans son entreprise. Vers sept heures du matin, Lahorie et Guidal pénètrent sans difficulté au ministère de la Police et surprennent le ministre Savary, qui vient de se lever. Guidal est à deux doigts de tuer Savary, responsable de son emprisonnement, lorsque Lahorie s'interpose. Le ministre ainsi que ses collaborateurs Pasquier (le préfet de police) et Desmarets, sont emmenés par Guidal à la prison de la Force, et Lahorie prend possession du ministère de la Police. Une troisième colonne marche sur l'hôtel de ville de Paris, et la troupe prend position sur la place de Grève, tandis que ses commandants se font remettre la clef du tocsin Saint-Jean, appellent le préfet de la Seine Frochot et font préparer, par ses soins, la salle que le gouvernement provisoire doit venir occuper.
Dans le même temps, Malet se rend au domicile du général Hulin, commandant de la place de Paris et de la 1re division, afin de le relever de ses fonctions et de récupérer le sceau de la 1re division. N'ayant eu affaire jusqu'à présent qu'à des soldats et des fonctionnaires crédules, il éprouve beaucoup plus de difficultés à convaincre Hulin. Lorsque ce dernier demande à voir les ordres du Sénat, il lui tire dans la mâchoire à bout portant et le laisse pour mort. Malet avait auparavant envoyé l'ordre au colonel Rabbe de réunir des troupes devant l'état-major de la Garde de Paris, tout proche de la résidence personnelle d'Hulin, place Vendôme. Il a désormais toutes les cartes en main pour exécuter son coup d'État.
Le matin même, le colonel Doucet reçoit une lettre l'informant de sa promotion au grade de général de brigade ainsi que de la mort de Napoléon. Il sait néanmoins que l'Empereur a écrit à Clarke et Hulin après le 7 octobre, date prétendue de sa mort. Quand Malet entre dans le bureau de Doucet, le conspirateur est saisi et bâillonné. La 10e cohorte de la Garde nationale est renvoyée à ses quartiers.
Les colonels Laborde et Doucet arrêtent ensuite Lahorie au ministère de la Police. Les derniers conspirateurs sont rapidement mis hors d'état de nuire. Des affiches sont placardées dans les rues, informant la population de l'échec de la tentative et assurant que Napoléon est toujours en vie.

## Procès et exécution des conspirateurs
Les conspirateurs passent devant un tribunal militaire dirigé par Clarke lui-même, auquel participe notamment Dejean. Clarke est déterminé à condamner durement ce coup d'État, ainsi le 24 octobre, quatre jours avant le procès, il demande à la Garde impériale de lui fournir plusieurs hommes pour constituer un peloton d'exécution. Malet, Lahorie et Guidal sont fusillés dans la plaine de Grenelle le 29 octobre 1812. D'autres, dont le colonel Soulier, estimés suffisamment impliqués dans le complot, sont exécutés le surlendemain ; plusieurs officiers que les chefs avaient entraînés sont condamnés avec eux. Malet et ses 10 complices furent enterrés au Cimetière de Sainte-Catherine.
Ce coup d’État provoque la colère de Napoléon Ier : aucun membre du gouvernement impérial n’avait eu l’idée de crier Napoléon est mort. Vive Napoléon II, remettant ainsi en cause la légitimité de son pouvoir (est-il vraiment une monarchie héréditaire ou est-il resté un régime révolutionnaire bien organisé ?). En outre, il déplore la rigueur et la promptitude avec laquelle on a exercé la répression.

### Membres du complot
Liste des membres du complot,
- Hilaire Beaumont[11] : condamné à mort et fusillé
- Joseph Louis de Boccheciampe[12] : condamné à mort et fusillé
- Pierre Borderieux[13] : condamné à mort et fusillé
- Jean Baptiste Caumette[14] : acquitté
- Jean Henri Caron[15] : acquitté
- Général La Horie : condamné à mort et fusillé
- Louis Charles Fessart[16]
- Jean Charles François Godard[17] : acquitté
- Gomont[18] : acquitté
- Général de brigade en réforme Guidal : condamné à mort et fusillé
- Jean Joseph Julien[19] : acquitté
- Joachim Alexandre Lebis[20] : acquitté
- Louis Joseph Lefèbvre[21] : condamné à mort et fusillé
- Pierre Charles Limozin[22] : acquitté
- Général Malet : condamné à mort et fusillé
- Antoine Piquerel[23] : condamné à mort et fusillé
- Amable Aimé Provost[24] : acquitté
- Jean François Rabbe [25] : condamné à mort
- Jean-Auguste Rateau[26] : condamné à mort et fusillé
- Louis Marie Régnier[27] : condamné à mort et fusillé
- Georges Rouff[28] : acquitté
- Gabriel Soulier[29] : condamné à mort et fusillé
- Nicolas Josué Steenhouver[30] : condamné à mort et fusillé
- Joseph Antoine Viallevieilhe[31] : acquitté